# Kouya Mabea
Kouya Mabea (23 oktober 1998) is een Ivoriaans voetballer die sinds 2020 onder contract ligt bij KVC Westerlo. Mabea is een verdediger.

## Clubcarrière
Vitória Guimarães plukte Mabea in 2018 weg bij de Ivoriaanse eersteklasser SO Armée. Daar speelde hij mee met het B-elftal in de Liga Portugal 2. Mabea slaagde er echter niet in om door te stromen naar het eerste elftal.
In augustus 2020 ondertekende hij een tweejarig contract met optie op een extra jaar bij de Belgische tweedeklasser KVC Westerlo.

## Clubstatistieken
| Seizoen     | Club                | Competitie         | Competitie | Competitie | Competitie | Beker | Beker | Beker | Europa | Europa | Europa | Totaal | Totaal | Totaal |
| Seizoen     | Club                | Competitie         | Wed.       | Dlp.       | Ass.       | Wed.  | Dlp.  | Ass.  | Wed.   | Dlp.   | Ass.   | Wed.   | Dlp.   | Ass.   |
| ----------- | ------------------- | ------------------ | ---------- | ---------- | ---------- | ----- | ----- | ----- | ------ | ------ | ------ | ------ | ------ | ------ |
| 2017/18     | Vitória Guimarães B | Liga Portugal 2    | 1          | 0          | 0          | 0     | 0     | 0     | —      | —      | —      | 1      | 0      | 0      |
| 2018/19     | Vitória Guimarães B | Liga Portugal 2    | 2          | 0          | 0          | 0     | 0     | 0     | —      | —      | —      | 2      | 0      | 0      |
| Club Totaal | Club Totaal         | Club Totaal        | 3          | 0          | 0          | 0     | 0     | 0     | 0      | 0      | 0      | 3      | 0      | 0      |
| 2020/21     | KVC Westerlo        | Eerste Klasse B    | 17         | 0          | 0          | 2     | 0     | 0     | —      | —      | —      | 19     | 0      | 0      |
| 2021/22     | KVC Westerlo        | Eerste Klasse B    | 23         | 0          | 2          | 3     | 0     | 0     | —      | —      | —      | 26     | 0      | 2      |
| 2022/23     | KVC Westerlo        | Jupiler Pro League | 0          | 0          | 0          | 1     | 0     | 0     | —      | —      | —      | 1      | 0      | 0      |
| Club Totaal | Club Totaal         | Club Totaal        | 40         | 0          | 2          | 6     | 0     | 0     | 0      | 0      | 0      | 46     | 0      | 2      |
| TOTAAL      | TOTAAL              | TOTAAL             | 43         | 0          | 2          | 6     | 0     | 0     | 0      | 0      | 0      | 49     | 0      | 2      |

1 Bolat ·
2 Ortakaya ·
3 Haidara ·
4 Fixelles ·
5 Bos ·
7 Sayyadmanesh ·
9 Frigan ·
10 Devine ·
11 Gümüşkaya ·
13 Sakamoto ·
15 Sydorchuk ·
17 Smekens ·
18 Yow ·
19 Slimani ·
20 Gillekens ·
22 Reynolds ·
23 Seigers ·
25 Rommens ·
30 Van Langendonck ·
32 Jordanov ·
33 Neustädter ·
34 Haspolat ·
36 Youlley ·
39 Van den Keybus ·
40 Bayram ·
44 Vušković ·
46 Piedfort ·
47 Mebude ·
49 Placias ·
60 De Boeck ·
77 Alcócer ·
99 Jungdal ·
Coach: Simons